# Meraxes
Meraxes är ett utdött släkte av carcharodontosaurider och levde under kritaperioden för 95 miljoner år sedan.
Fossil från typarten Meraxes gigas upptäcktes i Huincul-formationen i Patagonien 2012 och beskrevs 2022. Namnet på rovdjuret är baserad på draken från boken Sagan om is och eld. Den var lika stor som Tyrannosaurus och vägde cirka 4 ton samt var 11 meter lång. Analys från fossilet som upptäcktes 2012 visade på att djuret dog vid 45 års ålder vilket är 15 år längre än T-rex livslängd. Detta tyder på att den är den hittills äldsta köttätande dinosaurien som upptäckts när det kommer till dinosauriers livslängd.